# Downingia pusilla
Downingia pusilla är en klockväxtart som först beskrevs av George Don jr och A.Dc., och fick sitt nu gällande namn av John Torrey. Downingia pusilla ingår i släktet Downingia och familjen klockväxter.

## Underarter
Arten delas in i följande underarter:
- D. p. humilis
- D. p. pusilla